# 原田夏希
原田夏希（はらだ なつき；1984年7月7日—），日本靜岡縣出身的女藝人，所屬奧斯卡傳播經紀公司。

## 學歷
- 明治大學文學部
- 靜岡縣立靜岡高等學校
- 靜岡大學教育學部附屬靜岡中學校（日语：静岡大学教育学部附属静岡中学校）
- 靜岡大學教育學部附屬靜岡小學校（日语：静岡大学教育学部附属静岡小学校）

## 演出

### 電視劇
- 《網球甜心》第5話（2004年2月12日）
- 《わかば（日语：わかば (テレビドラマ)）》（2004年－2005年）飾演 高原若葉
- 《ヤンキー母校に帰る（日语：ヤンキー母校に帰る）》（2005年3月27日）飾演 女主角 金井志穂
- 《出雲の阿国（日语：出雲の阿国 (小説)）》第4－6話（2006年）飾演 阿菊
- 《小早川伸木の恋（日语：小早川伸木の恋）》第6－9話、11話（2006年）飾演 鹿浜匠子
- 《マチベン（日语：マチベン）》第4話（2006年4月29日）飾演 龜井雅美
- 《花樣少年少女》第5話（2007年7月3日）飾演 田邊可南子
- 《ハチミツとクローバー》（2008年1月8日）飾演 山田亞弓
- 《日本人不知道的日本語》（2010年7月15日）飾演 鹿取美雪

### 電影
- 《ココニイルコト（日语：ココニイルコト）》（2001年6月23日上映）飾演 門倉めぐみ
- 《乒乓》（2002年7月20日上映）飾演 片瀬高校女子生徒
- 《巡査と夏服》（2003年12月）飾演 女主角 神崎麻里子
- 《チェリーパイ（日语：チェリーパイ (映画)）》（2006年10月7日上映）飾演 高木文
- 《スマイル 聖夜の奇跡（日语：スマイル 聖夜の奇跡）》（2007年12月15日上映）飾演 澤田美佳
- 《イエスタデイズ（日语：イエスタデイズ (映画)）》（2008年11月1日上映）飾演 女主角 真山澪
- 《その日のまえに（日语：その日のまえに）》（2008年11月1日上映）飾演 くらんぼん、宮澤とし子
- 《我的初戀情人》（2009年10月24日）飾演 上原照
- 《この空の花 長岡花火物語（日语：この空の花 長岡花火物語）》（2012年4月7日上映）飾演 井上和歌子
- 《極道の妻たち（日语：極道の妻たち）》（2013年6月8日上映）飾演 加藤アザミ
- 《野のなななのか》（2014年5月17日上映）飾演 高橋良子
- 《無花果の森》（2014年6月14日上映）飾演 新谷泉

## 書籍

### 寫真集
- Vega!（2001年11月22日，彩文館出版（日语：彩文館出版），攝影：野村誠一（日语：野村誠一））ISBN 978-4916115690
- はじめてのイタリア紀行（2005年8月3日，アップフロントブックス（日语：アップフロントブックス），攝影：野村誠一）ISBN 978-4847028731

## 腳註
1. ↑  原田夏希 心機一転！米倉の事務所に移籍 （页面存档备份，存于） - 2014年8月11日デイリースポーツ

## 外部連結
- 原田夏希 官方簡介（页面存档备份，存于） - 奧斯卡傳播
- 原田夏希 個人詳細資料 （页面存档备份，存于） - 奧斯卡電子目錄